# If You Had My Love
If You Had My Love è il primo singolo estratto dall'album di debutto della cantante statunitense Jennifer Lopez, On the 6. Pubblicato nel 1999, il singolo ha raggiunto la posizione numero uno negli Stati Uniti, diventando il suo primo successo, e ottenendo il medesimo risultato in molti altri paesi, tra cui Canada, Australia, Nuova Zelanda, Paesi Bassi e Messico. Il brano è stato scritto da Rodney "Darkchild" Jerkins, Fred Jerkins III, Cory Rooney, e LaShawn Daniels e prodotto da Rodney Jerkins.

## Video musicale
Il video per "If You Had My Love", diretto da Paul Hunter nell'aprile 1999, è stato presentato dall'artista stessa in anteprima mondiale a Total Request Live Usa. Il videoclip comincia con un uomo (Adam Rodríguez) davanti al suo computer. L'uomo collegato in internet si collega con il sito "Jennifer Lopez Online", dove cliccando sui vari collegamenti la cantante, ripresa da diverse webcam, si comporta di conseguenza. Quindi la si vede ballare quando viene premuto il tasto "dance", oppure nuda sotto la doccia quando viene premuto il tasto "shower" ecc. Jennifer viene spiata anche da altri utenti, tra cui una bambina grassottella che cerca di imitare i suoi passi di danza, due ragazze che criticano il suo aspetto e le sue performance, e due meccanici che, presi dalle immagini della doccia, lasciano andare a fuoco il motore di un'automobile. In una scena il computer viene gettato in una piscina, e un ragazzo con pinne e mascherina si immerge pur di continuare a seguire le immagini della cantante. È stata girata anche una scena in un locale notturno con tanto di dj e break dancer, pieno di schermi sui quali sono proiettate le immagini della cantante. Dopo il terzo ritornello è presente un intermezzo strumentale, non presente nella versione originale del brano, in cui Jennifer si esibisce in 3 tipi diversi di danza: jazz, house (in cui indossa pantaloni e t-shirt hip hop) e latin soul. L'atmosfera del video è decisamente voyeuristica, grazie soprattutto ai protagonisti che guardano la star anelandola, e ad Adam Rodriguez che inizia a toccarsi durante la scena della doccia.
L'idea di usare il sito ufficiale della Lopez come base per il video è stata di P. Diddy; la cantante stessa ha affermato in un'intervista apparsa sul DVD Feelin' So Good che essendo il primo video della sua carriera avrebbe dovuto essere formidabile, ma che né lei né nessuno del suo staff aveva un'idea originale in proposito. Il dilemma è stato risolto proprio da Diddy. Il video è costato più di 600.000 dollari, un'enormità se si considera che è il primo video di un artista al suo debutto; la casa discografica ha investito sulla popolarità che Lopez aveva già nel mondo del cinema come attrice. Il video ha ricevuto quattro nomination all'MTV Video Music Awards del 1999: "Best Female Video", "Best Dance Video", "Best Pop Video", and "Best Breakthrough Video". Il look della Lopez in questo video appare decisamente diverso a quello a cui il pubblico era abituato: per la prima volta l'attrice appare con capelli biondo scuri, liscissimi e lunghi; il trucco è abbastanza neutro, e l'abbigliamento è sexy ma molto comodo, con tute larghe bianche e bikini; sono molto curati i dettagli, dagli occhiali da sole blu a goccia, ai bracciali multipli argentati, agli orecchini a cerchio.

## Il testo
Dal punto di vista del testo, la canzone assomiglia a una conversazione, in cui la Lopez affronta il suo ammiratore in modo "insistente" con una serie di regole di base prima che possano iniziare una relazione. James Dinh, conduttore di MTV ha detto che la Lopez "lascia che le sue insicurezze abbiano la meglio su di lei".
La Lopez ha spiegato nel suo libro True Love (2014) che il testo si riferisce a "l'inizio di una nuova relazione e a ciò che mi aspetto e a ciò che voglio", dicendo che "c'è anche un po' di paura lì dentro, e una sensazione di, cosa farai se ti do il mio cuore?"   Le strofe consistono nel suo "tentativo di stabilire le regole", mentre il ritornello esprime "tutta la paura" che prova. Jocelyn Vena di MTV News ha notato che "If You Had My Love" ha segnato l'inizio dell'esplorazione del tema dell'amore da parte della Lopez, che ha continuato per tutta la sua carriera.

## Tracce
- CD single

1. "If You Had My Love" (Pablo Flores Remix)
2. "If You Had My Love" (Radio Edit)
3. "If You Had My Love" (Dark Child Remix numero 1)
4. "If You Had My Love" (Master Mix)
5. "If You Had My Love" (Dark Child Remix numero 2)

- CD maxi single

1. "If You Had My Love" (Radio Edit)
2. "If You Had My Love" (Pablo Flores Remix Edit)
3. "If You Had My Love" (Dark Child Remix Edit)
4. "If You Had My Love" (Pablo Flores Remix)
5. "If You Had My Love" (Dark Child Extended)
6. "No Me Ames" (Tropical Remix) (duet with Marc Anthony)

- CD/Cassette Promo single

1. "If You Had My Love"
2. "No Me Ames" (Tropical Remix) (duet with Marc Anthony)

## Successo commerciale
Il singolo è diventato in poco tempo uno dei tormentoni dell'estate del 1999 e uno dei pezzi più famosi della cantante in tutto il mondo. È arrivato al numero 1 di molte classifiche di Billboard, compresa la Hot 100, dove è rimasto per 4 settimane consecutive tra il 12 giugno e il 10 luglio per poi lasciare il posto a Bills, Bills, Bills delle Destiny's Child.
In Australia è entrato al numero 11 per poi raggiungere la vetta nella sua terza settimana di presenza, rimanendovi per 3 settimane. In Nuova Zelanda ha debuttato addirittura alla prima posizione, rimanendo 12 settimane nella top40. Il singolo è arrivato al numero 1 anche in Canada, Paesi Bassi e Finlandia. Laddove non è arrivato in cima alle classifiche, il singolo ha comunque raggiunto posizioni alte. In Italia, Francia e Regno Unito è arrivato al numero 4. In Svizzera ha raggiunto la quinta posizione, dove è rimasto per 7 settimane non consecutive, spendendo ben 15 settimane solo nella top20.

## Classifiche
| Classifica (1999) | Posizione massima |
| ----------------- | ----------------- |
| Australia         | 1                 |
| Austria           | 13                |
| Belgio (Fiandre)  | 9                 |
| Belgio (Vallonia) | 3                 |
| Canada            | 1                 |
| Paesi Bassi       | 2                 |
| Danimarca         | 1                 |
| Finlandia         | 1                 |
| Francia           | 4                 |
| Germania          | 5                 |
| Irlanda           | 8                 |
| Nuova Zelanda     | 1                 |
| Norvegia          | 7                 |
| Svezia            | 9                 |
| Svizzera          | 5                 |
| Regno Unito       | 4                 |
| Stati Uniti       | 1                 |

### Classifiche di fine anno
| Classifica (1999) | Posizione |
| ----------------- | --------- |
| Australia         | 16        |
| Stati Uniti       | 12        |

### Classifiche decennali
| Classifica (1990–99) | Posizione |
| -------------------- | --------- |
| Stati Uniti          | 46        |